# Smutek (rysunek van Gogha)
Smutek (ang. Sorrow) – rysunek Vincenta van Gogha sporządzony w kilku wersjach ok. 10 kwietnia 1882 roku w Hadze oraz litografia wykonana na jego podstawie ok. 11 listopada tego samego roku. Zarówno rysunek jak i litografia znajdują się w prywatnych kolekcjach.
Nr kat.: F 929 (rysunek), JH 129; F 1655, JH 259 (litografia).
Smutek jest prawdopodobnie tym rysunkiem van Gogha, który najbardziej zapada w pamięć.

## Historia
Modelką była prostytutka Clasina Maria (Sien) Hoornik (1850–1904), którą młody van Gogh spotkał wkrótce po przybyciu do Hagi (styczeń 1882) i z którą zamieszkał. Miała już ona w tym czasie córkę i była w ciąży. Van Gogh wspomniał o Hoornik w liście do brata z 7 maja 1882:
Kobieta w ciąży, która włóczyła się zimą po ulicach i która musiała zarabiać na chleb, wyobrażasz sobie jak. Wziąłem ją jako modelkę i pracowałem z nią przez całą zimę. Nie byłem w stanie dać jej jako modelce całodziennego wynagrodzenia, tym niemniej opłacałem jej czynsz i mogę jak dotąd, dzięki Bogu, chronić ją i jej dziecko od głodu i chłodu, dzieląc się z nią moim chlebem. Kiedy spotkałem tę kobietę, wpadła mi w oko, bo wyglądała źle.
Jak wynika z listu, Hoornik stała się na pewien okres jego modelką i towarzyszką życia. W tym czasie urodziła chłopca (van Gogh nie był jego ojcem). Presja i oburzenie rodziny spowodowały, że w sierpniu 1883 roku van Gogh odszedł od Hoornik, opuścił Hagę i wyjechał na północ Holandii, do Drenthe.

## Opis
Van Gogh narysował Hoornik nagą, siedzącą na zewnątrz domu, z głową wspartą na skrzyżowanych ramionach i obwisłymi piersiami, zwisającymi nad obrzmiałym brzuchem. W prawym dolnym rogu umieścił angielski tytuł "Sorrow", jako że myślał wówczas dużo o swym pobycie w Anglii, żywo interesował się sztuką i literaturą angielską.
Robiąc pierwsze studium van Gogh użył jako podkładu dwóch arkuszy papieru. Kiedy odkrył, że kontur został odbity pod spodem, sporządził dwie kolejne wersje, z których jedną wysłał bratu, a drugą prawdopodobnie zachował dla siebie. Na lewym marginesie tej wersji rysunku umieścił cytat z "La Femme" Jules'a Micheleta:
Jak to jest, że istnieje na ziemi kobieta tak samotna?
Rysunek powstał w oparciu o "Ilustrację 24" z "Exercises au fusain" francuskiego rysownika i litografa Charlesa Bargue'a (ok. 1826/1827–1883). Użyty w nim ekspresyjny, linearny kontur był rezultatem przemyślanego procesu uczenia się przez van Gogha zasad rysunku ze wspomnianej książki.